# عقد 210
عقد 210 هو عقد امتد بين 1 يناير 210 و31 ديسمبر 219 بحسب التقويم الميلادي. سبقه عقد 200 ولحقه عقد 220.

## مواليد
- أوريليان (214)
- كلاوديوس الثانى (213)
- سيكتوس الثاني (215)
- ماني (216)
- سيما زاو (211)
- لونجينوس (213)
- الإمبراطور أوجين (210)
- غالينوس (218)

## وفيات
- جالينوس (216)
- فلوفيا بلوتيلا (212)
- كوان يو (219)
- لينغ تونغ (217)
- إكليمندس الإسكندري (215)
- بابنيان (213)
- سرافيون الأنطاكي (212)
- كاراكلا (217)
- دي بانغ (219)
- ماكرينوس (218)
- تشانغ تشونغ جينغ (219)

## كتب
- Yves Denis Papin (1998). Chronologie de l'histoire ancienne. Lieu de publication non identifié: Éditions Jean-paul Gisserot. ISBN:2-87747-346-5. OCLC:40746926. مؤرشف من الأصل في 2022-03-16.
- موسوعة حضارة العالم (2002) لأحمد محمد عوف.

## روابط خارجية
- تصفح سنة بسنة عقد 210 على موقع onthisday.com
- تصفح سنة بسنة عقد 210 ابتداءً من سنة عقد 210 على موقع المكتبة الوطنية الفرنسية